# Албанија на Светском првенству у атлетици на отвореном 2019.
Албанија је на 17. Светском првенству у атлетици на отвореном 2019. одржаном у Дохи од 27. септембра до 6. октобра учествовала је седамнаести пут, односно учествовала је на свим првенствима до данас. Репрезентацију Албаније представљала је једна атлетичарка, која се такмичила у трци 3.000 м препреке,.
На овом првенству такмичарка Албаније није освојила ниједну медаљу али је оборила национални и лични рекорд.

## Учесници
Жене:
- Љуиза Гега — 3.000 м препреке

### Жене
| Атлетичарка | Дисциплина       | Лични рекорд | Квалификација | Квалификација | Полуфинале | Полуфинале | Финале         | Финале      | Детаљи |
| Атлетичарка | Дисциплина       | Лични рекорд | Резултат      | Место         | Резултат   | Место      | Резултат       | Место       | Детаљи |
| ----------- | ---------------- | ------------ | ------------- | ------------- | ---------- | ---------- | -------------- | ----------- | ------ |
| Љуиза Гега  | 3.000 м препреке | 9:22,00 НР   | 9:28,32 кв    | 5. у гр. 2    |            |            | 9:19,93 НР, ЛР | 9 / 44 (46) |        |